# Eupithecia wardi
Eupithecia wardi là một loài bướm đêm trong họ Geometridae.